# Lysiteles davidi
Lysiteles davidi är en spindelart som beskrevs av Tang et al. 2007. Lysiteles davidi ingår i släktet Lysiteles och familjen krabbspindlar. Inga underarter finns listade i Catalogue of Life.